# Cédric Zesiger
Cédric Zesiger (Meyriez, Fribourg kanton, 1998. június 24. –) svájci válogatott labdarúgó, a VfL Wolfsburg hátvédje.

## Pályafutása

### Klubcsapatokban
Cédric Zesiger a svájci Meyriezben született. Az ifjúsági pályafutását alacsonyabb ligákban szereplő Müntschemier és Xamax 2007 csapataiban kezdte. 2011-ben a Neuchâtel Xamax akadémiájához igazolt.
2015-ben mutatkozott be a Neuchâtel Xamax másodosztályban szereplő felnőtt csapatában. Először 2015. július 19-ei, Schaffhausen elleni mérkőzésen lépett pályára. 2016. augusztus 31-én átigazolt az első osztályú Grasshoppers csapatához. Első gólját 2017. október 21-én, a Zürich ellen szerezte. 2019. június 29-én négyéves szerződést kötött a Young Boys együttesével. 2019. november 10-én, a St. Gallen ellen 4–3-ra megnyert mérkőzésen kétszer talált be hálóba. 2023. július 1-jén a német első osztályban érdekelt Wolfsburghoz írt alá.

### A válogatottban
Zesiger 2021-ben debütált a svájci válogatottban. Először a 2021. szeptember 1-jei, Görögország elleni barátságos mérkőzésen lépett pályára. 2024. június 7-én bekerült Murat Yakın szövetségi kapitány 26 fős keretébe, akik utaznak az Európa-bajnokságra.

## Statisztika
2023. április 30. szerint.
| Klub            | Szezon   | Bajnokság        | Bajnokság | Bajnokság | Kupa  | Kupa  | Nemzetközi | Nemzetközi | Összesen | Összesen |
| Klub            | Szezon   | Bajnokság        | Mérk.     | Gólok     | Mérk. | Gólok | Mérk.      | Gólok      | Mérk.    | Gólok    |
| --------------- | -------- | ---------------- | --------- | --------- | ----- | ----- | ---------- | ---------- | -------- | -------- |
| Neuchâtel Xamax | 2015–16  | Challenge League | 26        | 0         | 0     | 0     | 0          | 0          | 26       | 0        |
| Neuchâtel Xamax | 2016–17  | Challenge League | 6         | 0         | 0     | 0     | 0          | 0          | 6        | 0        |
| Neuchâtel Xamax | Összesen | Összesen         | 32        | 0         | 0     | 0     | 0          | 0          | 32       | 0        |
| Grasshoppers    | 2016–17  | Super League     | 7         | 0         | 1     | 0     | 0          | 0          | 8        | 0        |
| Grasshoppers    | 2017–18  | Super League     | 18        | 1         | 1     | 0     | 0          | 0          | 19       | 1        |
| Grasshoppers    | 2018–19  | Super League     | 21        | 1         | 0     | 0     | 0          | 0          | 21       | 1        |
| Grasshoppers    | Összesen | Összesen         | 46        | 2         | 2     | 0     | 0          | 0          | 48       | 2        |
| Young Boys      | 2019–20  | Super League     | 23        | 2         | 5     | 0     | 7          | 0          | 35       | 2        |
| Young Boys      | 2020–21  | Super League     | 28        | 0         | 0     | 0     | 7          | 0          | 35       | 0        |
| Young Boys      | 2021–22  | Super League     | 20        | 0         | 2     | 1     | 7          | 1          | 29       | 2        |
| Young Boys      | 2022–23  | Super League     | 27        | 2         | 4     | 0     | 5          | 0          | 36       | 2        |
| Young Boys      | Összesen | Összesen         | 98        | 4         | 11    | 1     | 26         | 1          | 135      | 6        |
| Összesen        | Összesen | Összesen         | 176       | 6         | 13    | 1     | 26         | 1          | 215      | 8        |

### A válogatottban
| Válogatott | Év       | Pályára lépés | Gól |
| ---------- | -------- | ------------- | --- |
| Svájc      | 2021     | 1             | 0   |
| Svájc      | 2023     | 2             | 0   |
| Összesen   | Összesen | 2             | 0   |

## Sikerei, díjai
Young Boys
- Super League
  - Bajnok (3): 2019–20, 2020–21, 2022–23
- Svájci Kupa
  - Győztes (2): 2019–20, 2022–23